# Renče–Vogrsko község
Renče–Vogrsko község (szlovén nyelven: Občina Renče–Vogrsko) Szlovénia 212 alapfokú közigazgatási egységének, azaz községének egyike a Goriška statisztikai régióban. A község székhelye Bukovica falu. A község 2006-ban jött létre, amikor kivált Nova Gorica városi község önkormányzatából.

## A község települései
A községhez Bukovica székhelyen kívül a következő települések tartoznak:
- Dombrava
- Oševljek
- Renče
- Vogrsko
- Volčja Draga

## Népesség
| Lakosok száma | 4171 | 4287 | 4285 | 4288 | 4302 | 4321 | 4347 | 4330 | 4366 | 4361 |
|               | 2008 | 2009 | 2011 | 2012 | 2013 | 2015 | 2016 | 2017 | 2019 | 2020 |